# Szprotawa
Szprotawa [ʂprɔˈtava] (tyska: Sprottau) är en stad i västra Polen, belägen i distriktet Powiat żagański i Lubusz vojvodskap, vid floden Bóbr. År 2014 hade tätorten 12 313 invånare, som centralort i en stads- och landskommun med totalt 21 658 invånare samma år.

## Historia
Orten omnämns första gången i skriftliga källor i samband med att den tysk-romerske kejsaren Otto III här träffade den polske storhertigen Bolesław Chrobry i befästningen Ilva år 1000. Krönikören Thietmar av Merseburg omnämner händelsen som inträffade när han följde kejsaren på en pilgrimsresa till Gniezno. Spår av Chobryborgen finns idag i stadsdelen Iława.
Hertigen Konrad I av Głogów, av huset Piast, gav orten stadsrättigheter år 1254. Från 1331 var staden ett län under kungariket Böhmen, från 1526 därmed en del av huset Habsburgs kronländer. Efter Österrikiska tronföljdskriget tillföll staden år 1742 tillsammans med huvuddelen av Schlesien kungadömet Preussen.
Staden var från 1816 kretsstad i Kreis Sprottau i det preussiska regeringsområdet
Liegnitz i provinsen Schlesien. 1910 hade staden 7 735
invånare. I närheten låg Wilhelmshüttes mekaniska verkstad, som då var en av de största i Schlesien.
Staden förstördes till omkring 90 procent i andra världskriget. Efter krigsslutet 1945 tillföll staden Folkrepubliken Polen, då den hamnade öster om Oder-Neisse-linjen, och sedan dess är den känd under sin polska namnform Szprotawa. Stadens tyska befolkning fördrevs västerut, så att den återstående befolkningen i staden 1946 endast uppgick till omkring 2 500 invånare. Staden återbefolkades under decennierna efter kriget gradvis med inflyttade flyktingar och bosättare, huvudsakligen från de tidigare polska områdena öster om Curzonlinjen.

## Kultur och sevärdheter
- Det regionala museet är inrymt i ett äldre hus vid Żaganporten i stadsmuren.

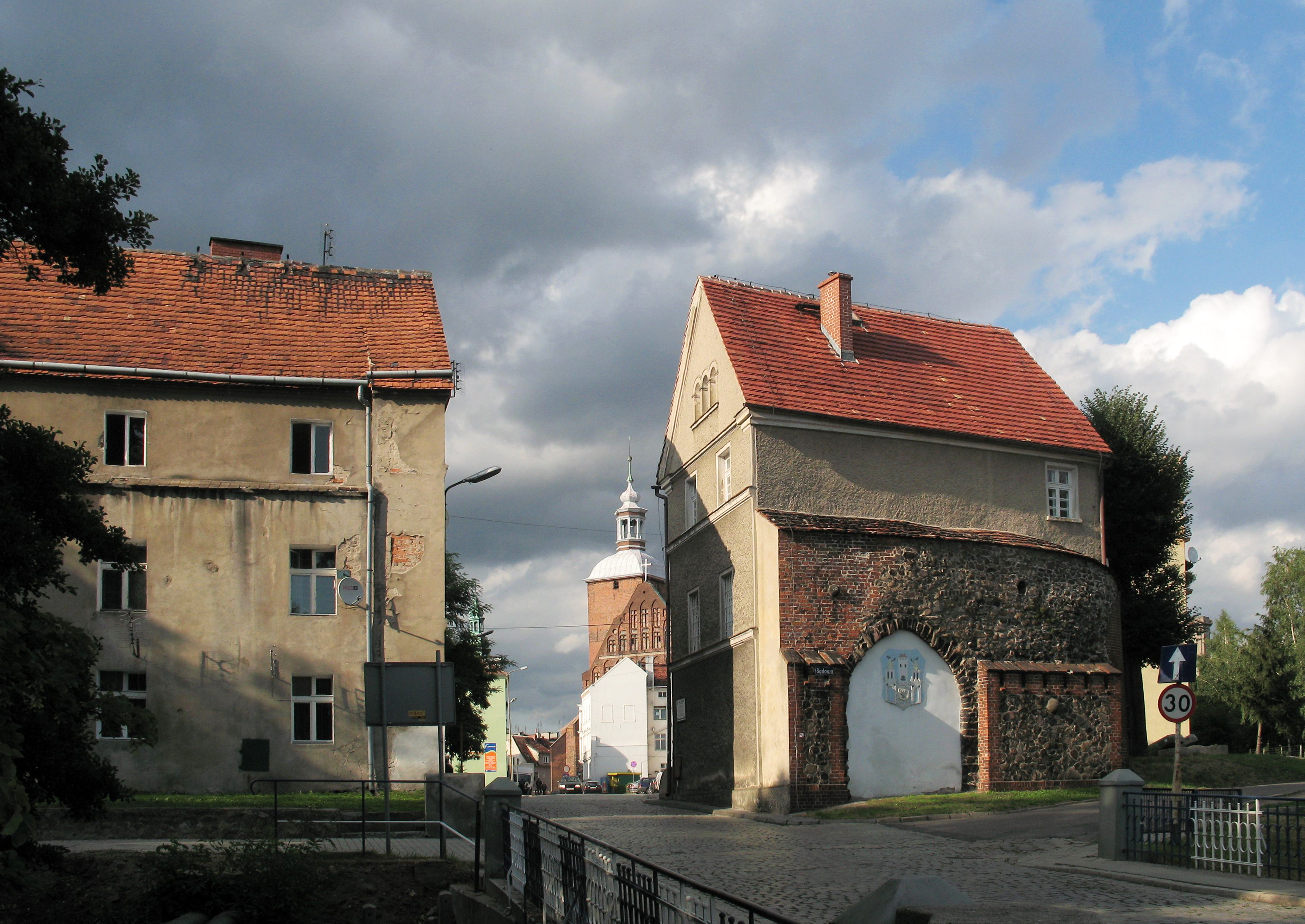
Regionmuseet och Żaganporten
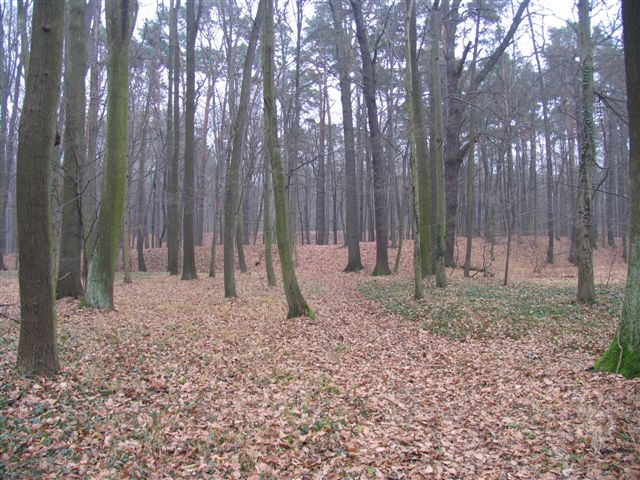
Utgrävningar vid Chobryborgen
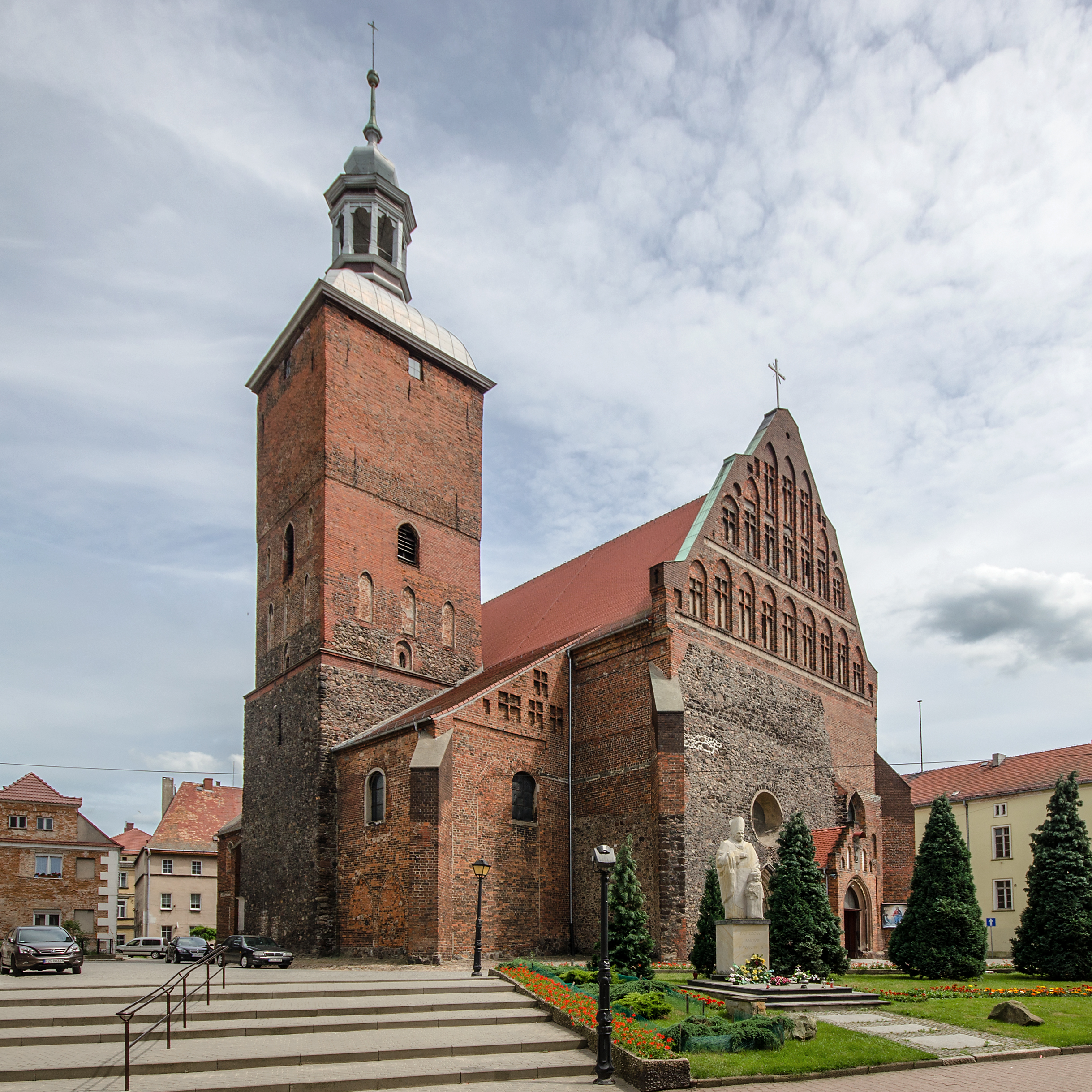
Marie Himmelsfärdskyrkan
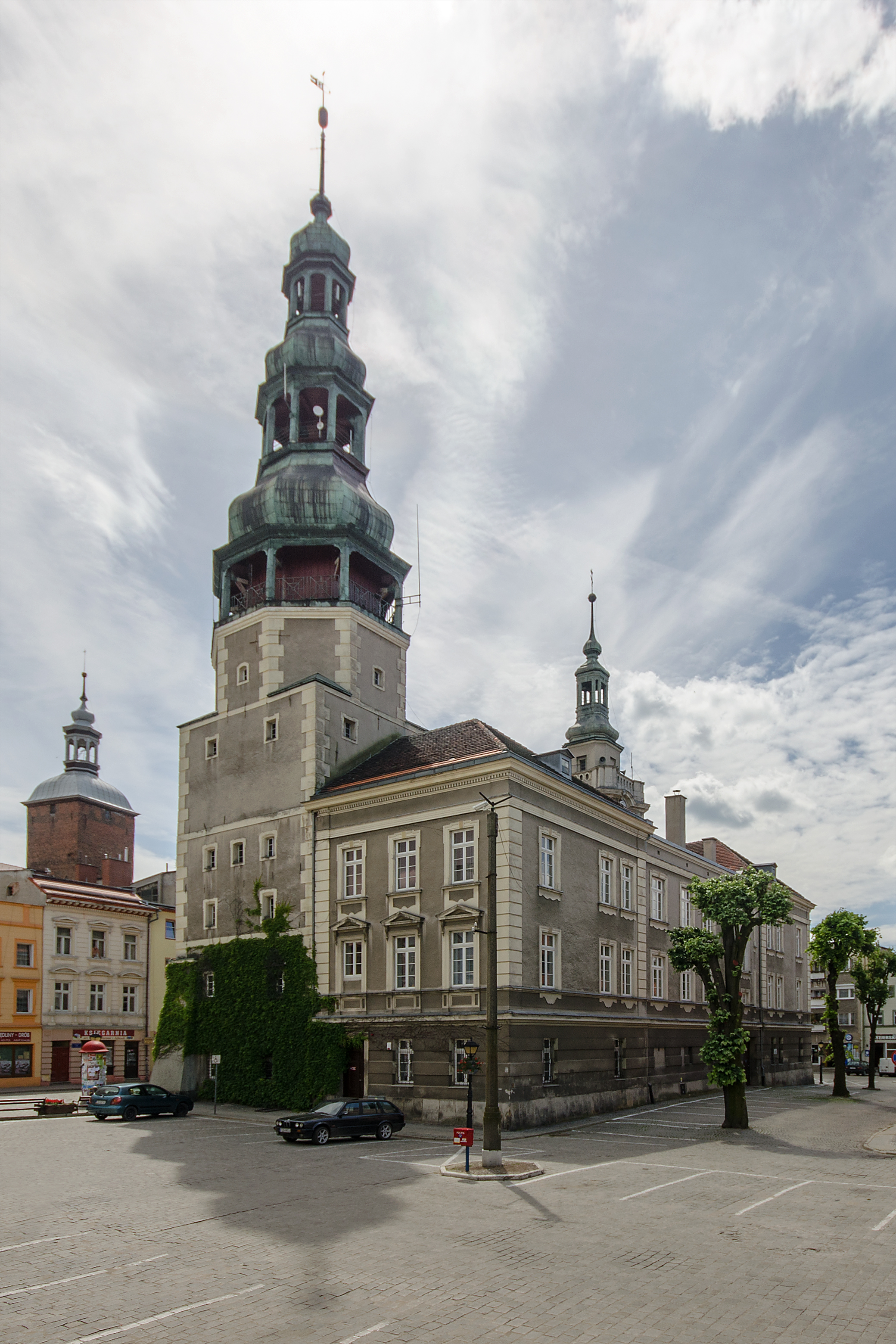
Rådhuset

## Kända invånare
- Karl Bartsch (1832-1888), germanist.
- Jakob Ebert (1549-1614), teolog och psalmförfattare.
- Heinrich Göppert (1800-1884), botaniker och paleontolog.
- Klaus Hänsch (född 1938), socialdemokratisk EU-politiker, Europaparlamentets talman 1994-1997, hedersmedborgare i födelsestaden Szprotawa.
- Detlev Kittstein (1944-1996), OS-guldmedaljör 1972 i landhockey.
- Rudolf Langer (född 1939), kulstötare.
- Heinrich Laube (1806-1884), författare, dramatiker och politiker.
- Manfred Steinbach (född 1933), långdistanslöpare och läkare.

## Källa
Den här artikeln är helt eller delvis baserad på material från tyskspråkiga Wikipedia, Szprotawa.
Den här artikeln är helt eller delvis baserad på material från Nordisk familjebok, Sprottau, 1904–1926.